# Isabelle Manucci
Isabelle Manucci est une joueuse française de football née le 20 septembre 1964 à Toulon, évoluant au poste d'attaquante.

## Biographie
Isabelle Manucci commence sa carrière en 1981 à l'Olympique de Marseille. L'année suivante, elle dispute ses deux seuls matchs en équipe de France, face aux Pays-Bas (défaite 2-1) et face à la Norvège (défaite 2-1).  Elle rejoint en 1992 le RC Tournon Tain puis joue de 1993 à 1994 à l'US La Véore.